# 5824 Inagaki
5824 Inagaki (1989 YM) là một tiểu hành tinh vành đai chính được phát hiện ngày 24 tháng 12 năm 1989 bởi Seki, T. ở Geisei.